# Мусхэ
Мусхэ (бирм. မူဆယ်မြို့; MLCTS: mu hcai mrui., MLCTS: mu hcai mrui.; шан. မူႇၸေႊ) — город в Мьянме, столица одноимённого района на севере Шанской национальной области Мьянмы. Город расположен на реке Швейли (также Нам Мао, Nam Mao), и имеет сообщение с китайским городом Жуйли в провинции Юньнань. Является крупным пунктом приграничной торговли между Мьянмой и Китаем.

## История
В 2005 году старый мост в Мусхэ, который местные жители называли «Оружейным мостом» из-за большого объёма незаконного оборота оружия, который через него проходил, был закрыт, а по соседству построили более широкий современный.
В 2014 году между правительствам Мьянмы и Китая шёл пограничный спор касательно районов Намхам и Мусхэ.
23 мая 2021 года в Мусхэ произошла стычка между Народные силы обороны, вооружённой организацией Правительства национального единства Мьянмы, и вооружёнными силами Мьянмы, в результате чего погибло 13 человек.

## Транспорт
Из Мандалая в Мусхэ через Лашо идёт Национальная автомагистраль № 3, протяжённостью 450 км, которая является частью Азиатского шоссе, маршрут 14 (AH14). Также город сообщается с городом Бамо в Качинской национальной области, а через него с дорогой Ледо. В 1998 году дорога Мандалай-Лашио-Мусе, которая ранее включала в себя часть Бирманской дороги, была перестроена и модернизирована компанией для интенсивного движения на базе схемы "Строительство-Эксплуатация-Передача " (СЭП) компанией Asia World, которую возглавляет сыном бывшего опиумного полевого командира Ло Син Хана. После модернизации время в пути сократилось с 2 дней (и даже недели в сезон дождей) до всего 12-16 часов. Мусхэ также соединяется с центральной Бирмой железной дорогой, которая обслуживается веткой Мандалай-Лашио).

## Экономика
В Мусхэ находится один из 5 официальных пунктов приграничной торговли с Китаем, который был открыт 21 января 1998 года. В 2022 году общий объём торговли через Мусхэ составил 2,099 млрд. долларов США. Приграничная торговля была запрещена после переворота 1962 года, но в 1988 году этот запрет был снят. С тех пор объём двусторонней торговли неуклонно рос, к концу 2007/2008 финансового года увеличившись на 60 %. На тот момент он составлял 24 % торгового оборота Мьянмы, что сделало Китай вторым по величине торговым партнёром Мьянмы, уступая только Таиланду.
Мьянма в основном экспортирует сырье, а именно: продукцию сельского хозяйства и рыболовства, древесину, драгоценные камни и минералы, а импортирует потребительские товары, электронику, оборудование и обработанные пищевые продукты. В районе Мусхэ находится «105-мильная зона торгови» площадью 150 гектаров, которая была открыта в апреле 2006 года. Это первый и крупнейший «лагерь приграничной торговли» такого типа в Мьянме, на который приходится до 70 % приграничной торговли с Китаем. Начиная с 2001 года, ежегодно в декабре попеременно в двух приграничных городах (один год в Мьянме, следующий — в Китае) проводится торговая ярмарка, в которой принимают участие представители Китая, Индия, Бангладеш и Таиланда.
В 2007 году местная милиция по приказу военных властей захватила 10 000 акров (40,4685642 км2) земли в этом районе (в основном чайные и апельсиновые плантации, а также небольшие фермы), выплатив небольшую или вообще не выплатив компенсации бывшим владельцам, для того, чтобы выращивать на этой территории слабительные орехи для производства биодизеля в качестве альтернативного топлива.
Как сообщается, 8 мая 2008 года военные конфисковали в Мусхэ 20 грузовиков с печеньем и другими товарами, предположительно для оказания помощи жертвам урагана «Наргис».
В 2009 году также начало работу совместное китайско-мьянманское предприятие по строительству нефте- и газопроводов от Бенгальского залива через Мандалай и Мусхэ до Куньмина.

## Наркоторговля
Наркомания является серьёзной проблемой в регионе. Производства опийного мака в регионе выросло из-за деятельности наркобарона Ло Син Хану, который был посредником в переговорах о прекращении огня ГСВЗП, который представлял глава военной разведки Мьянмы Кхин Ньюн, и повстанцами Коканг и Ва. В 2004—2005 годах Всемирная продовольственная программа ООН оказывала чрезвычайную продовольственную помощь фермерам, которые ранее занимались культивированием опийного мака, в рамках программы борьбы с выращиванием опиатов.
Для решения проблемы наркотрафика правительство КНР возвело на границе с Лаосом, Вьетнамом и Мьянмой электрический забор высотой 3 метра, что существенно затруднило низовой наркотрафик в данном районе.
В Жуйли широко распространены азартные игры, торговля наркотиками и проституция, но попытки превратить Мусхэ в некое подобие Лас-Вегаса на мьянманско-китайской границе не увенчались особым успехом. Китайские власти приняли жёсткие меры как в отношении ввоза героина (но не химических ингредиентов для стимулятора амфетаминового ряда (САР), называемого яба), так и в отношении китайских мужчин, желающих насладиться теми же удовольствиями на бирманской стороне границы. Помимо УНП ООН, в решении проблемы ВИЧ/СПИДа среди потребителей наркотиков принимают участие ряд групп и организаций, таких как Азиатская сеть снижения вреда (АССВ) и буддийские сообщества.